# Sauce Foyot
La sauce Foyot est une sauce béarnaise dans laquelle on a ajouté de la glace de viande. Elle est aussi appelée sauce Valois.
Cette sauce doit son nom à Nicolas Foyot et au restaurant qu'il tenait en face du Sénat dans la seconde partie du XIXe siècle,.

## Préparation
La sauce est obtenue par émulsion de sauce béarnaise et de glace de viande.

## Utilisation
La sauce Foyot accompagne la viande grillée de bœuf et de veau.